# Naxxar
Naxxar (maltsky In-Naxxar) je město a správní středisko stejnojmenného lokálního výboru v Severním regionu na Maltě. Nachází se asi 8 km severozápadně od Valletty a je součástí její aglomerace. V roce 2019 zde žilo 14 891 obyvatel, díky čemuž je Naxxar sedmým největším maltským městem. Sousedními městy jsou Pembroke, Swieqi, Għargħur, Iklin, Lija, Mosta a St. Paul's Bay.
Součástí Naxxaru jsou rovněž osady Bahar-iċ Ċagħaq, Birguma, Madliena, Magħtab, Salina, San Pawl tat-Tarġa, Santa Marija tax-Xagħra a Sgħajtar.